# اربط (اسکو)
اربط یکی از روستاهای استان آذربایجان شرقی است که در دهستان گنبرف بخش مرکزی شهرستان اسکو واقع شده‌است.
این روستا در شمال روستای تاریخی مجارشین قرار گرفته‌است. جمعیت این روستا بر اساس سرشماری ۱۳۸۵ ، ۴۴۲ نفر می‌باشد . که از این تعداد ۲۱۶ نفر مرد و ۲۲۶ نفر زن می‌باشد  . همچنین جمعیت مردان باسواد ۱۵۲ نفر و جمعیت زنان باسواد ۱۴۳ نفر می‌باشد.
عمده‌ترین فعالیت‌های اهالی روستای اربط کشاورزی و دامداری میباشد. همچنین عمده‌ترین محصولات کشاورزی این روستا گندم، جو و انواع حبوبات میباشد.و همچنین این روستا از لحاظ تاریخی دارای قدمت بسیار بوده وبه قبل از اسلام میرسد ومردم این روستا بسیار مهمان نواز وباسلیقه میباشند از قدیمی ترین طایفه این روستا طایفه  ملا رحیم(خدایی) که از علمای معروف منطقه میباشد میتوان نام برد.

## موقعیت جغرافیایی
روستای اربط در عرض جغرافیایی ۳۷ درجه و ۴۶ دقیقه و طول جغرافیایی ۴۶ درجه و ۷ دقیقه واقع شده‌است و ارتفاع آن از سطح دریا ۲۱۵۰ متر می‌باشد .